# Haplostylus multispinosus
Haplostylus multispinosus är en kräftdjursart som beskrevs av Panampunnayil 1997. Haplostylus multispinosus ingår i släktet Haplostylus och familjen Mysidae. Inga underarter finns listade i Catalogue of Life.